# The Ideal Crash
The Ideal Crash ist das dritte Studioalbum der belgischen Band dEUS. Es erschien am 15. März 1999 und hat sich insgesamt mehr als 250.000-mal verkauft. 
The Ideal Crash wurde zum Großteil in Spanien aufgenommen und ist das erste Album der Band, das bei einem Major-Plattenlabel erschien. Paradoxerweise ist es jedoch ebenfalls das einzige Album der Band, das in den USA nicht veröffentlicht wurde. In Belgien erreichte es durch den Verkauf von 25.000 Exemplaren in einer Woche Goldstatus und blieb mehrere Monate in den Albumcharts.

## Rezensionen
Das Album hat durchweg positive Kritiken erhalten und gilt als eines der besten der Band. So gab beispielsweise laut.de vier von fünf Punkten und Allmusic viereinhalb von fünf Punkten. Plattentests.de gab gar die Höchstwertung (10/10) und bezeichnete es als „rundes und geschlossenes Werk“, das „mit jedem Hören“ wachse.

## Trackliste
1. Put The Freaks Up Front (dEUS) – 5:14
2. Sister Dew (Barman, Ward) – 5:35
3. One Advice, Space (Barman, Ward, Smits) – 5:46
4. The Magic Hour (Barman, Ward) – 5:23
5. The Ideal Crash (Barman, Ward, Mommens) – 5:00
6. Instant Street (Barman, Ward, Mommens) – 6:15
7. Magdalena (Barman, Ward, Mommens) – 4:58
8. Everybody's Weird (Barman, Ward) – 4:51
9. Let's See Who Goes Down First (Janzoons, Ward) – 6:23
10. Dream Sequence #1 (Barman, Ward) – 6:31

## Singles
Als Singles wurden die Lieder Instant Street, Sister Dew, und The Ideal Crash ausgekoppelt.